# Sanctuaire Notre-Dame-des-Grâces d'Onuva
Pour les articles homonymes, voir Notre-Dame-des-Grâces.
Le sanctuaire Notre-Dame-des-Grâces d'Onuva, situé dans la ville de La Puebla del Río, province de Séville, région d'Andalousie en Espagne, est un sanctuaire marial construit sur le lieu où un jeune homme nommé Jesús José Cabrera a affirmé avoir vu plusieurs apparitions de la Vierge Marie et deux apparitions de Jésus-Christ.

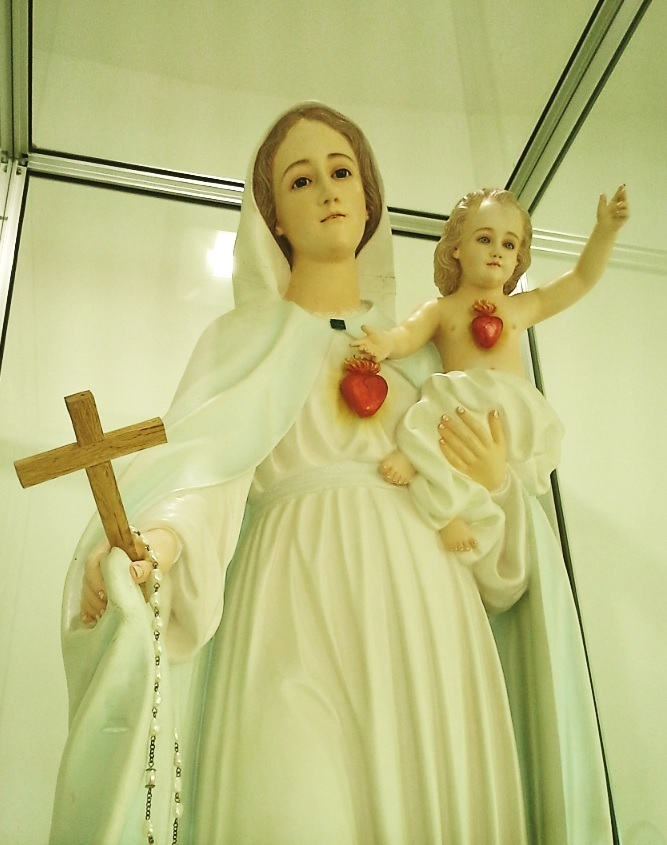
La Vierge des Grâces d’Onuva avec l'Enfant Jésus.

## Histoire
L'histoire du sanctuaire Notre-Dame-des-Grâces d'Onuva est directement liée à une apparition mariale reçue par le jeune Jesús José Cabrera entre les années 1968 et 1976. L'endroit où eurent lieu ces apparitions de Jésus et de Marie fut nommé « Onuva », qui, comme Jésus lui-même l'a expliqué au voyant, signifie « Terre de la Miséricorde »,.
Dans l'une de ses apparitions, la Vierge Marie a demandé au voyant la construction d'une chapelle sur le site. La chapelle est aujourd'hui la partie centrale du sanctuaire, à l'intérieur de laquelle est vénérée une image de Notre-Dame-des-Grâces avec l'Enfant Jésus. Le sanctuaire a depuis lors été agrandi avec l'ajout d'un monument au Sacré-Cœur de Jésus, un autre à l'archange Michel ainsi qu'un chemin de croix, augmentant ainsi la capacité d'accueil des pèlerins. Le sanctuaire possède aussi un abri pour les pauvres et les handicapés.

## Galerie

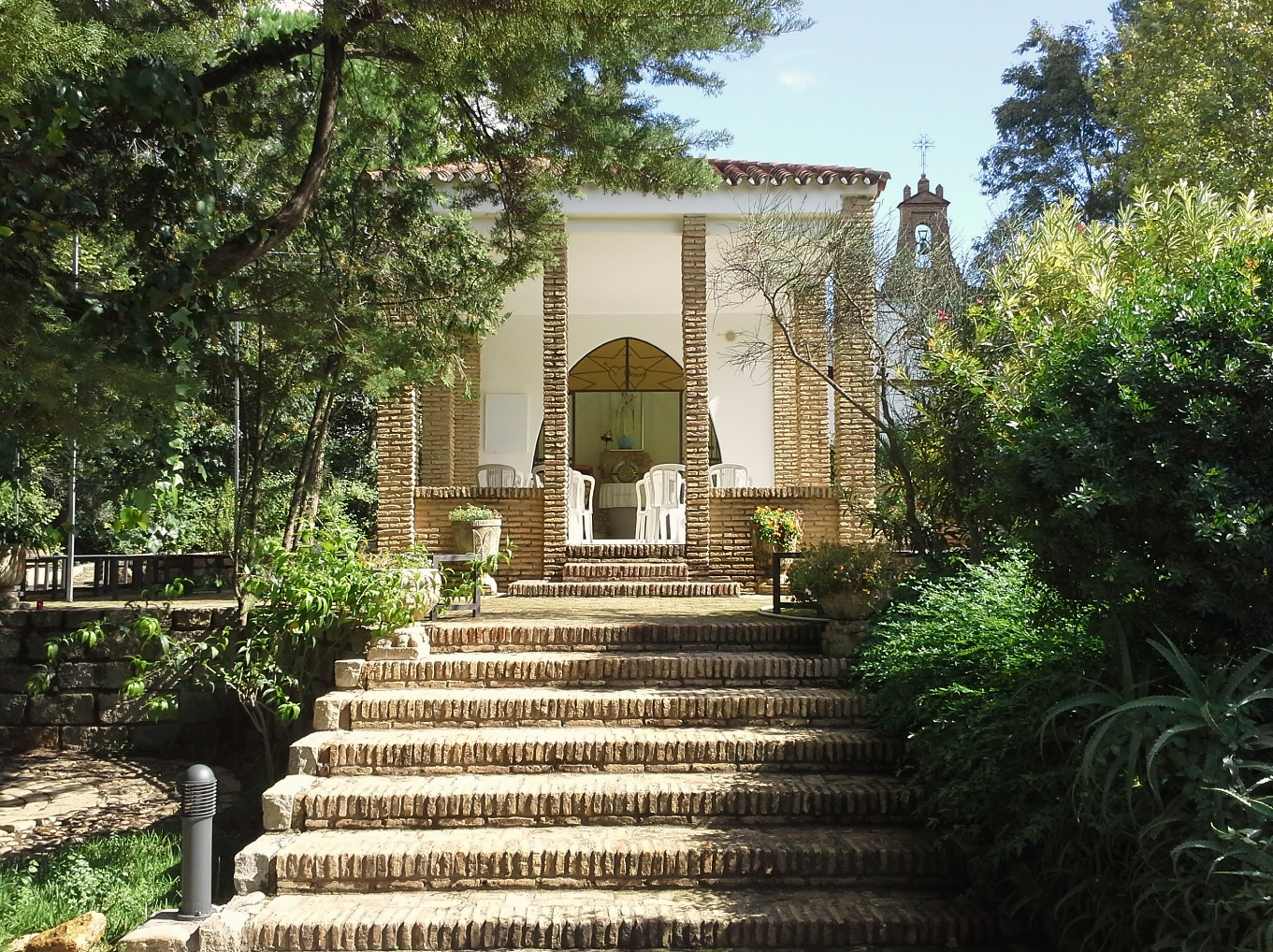
La chapelle Notre-Dame-des-Grâces d’Onuva.
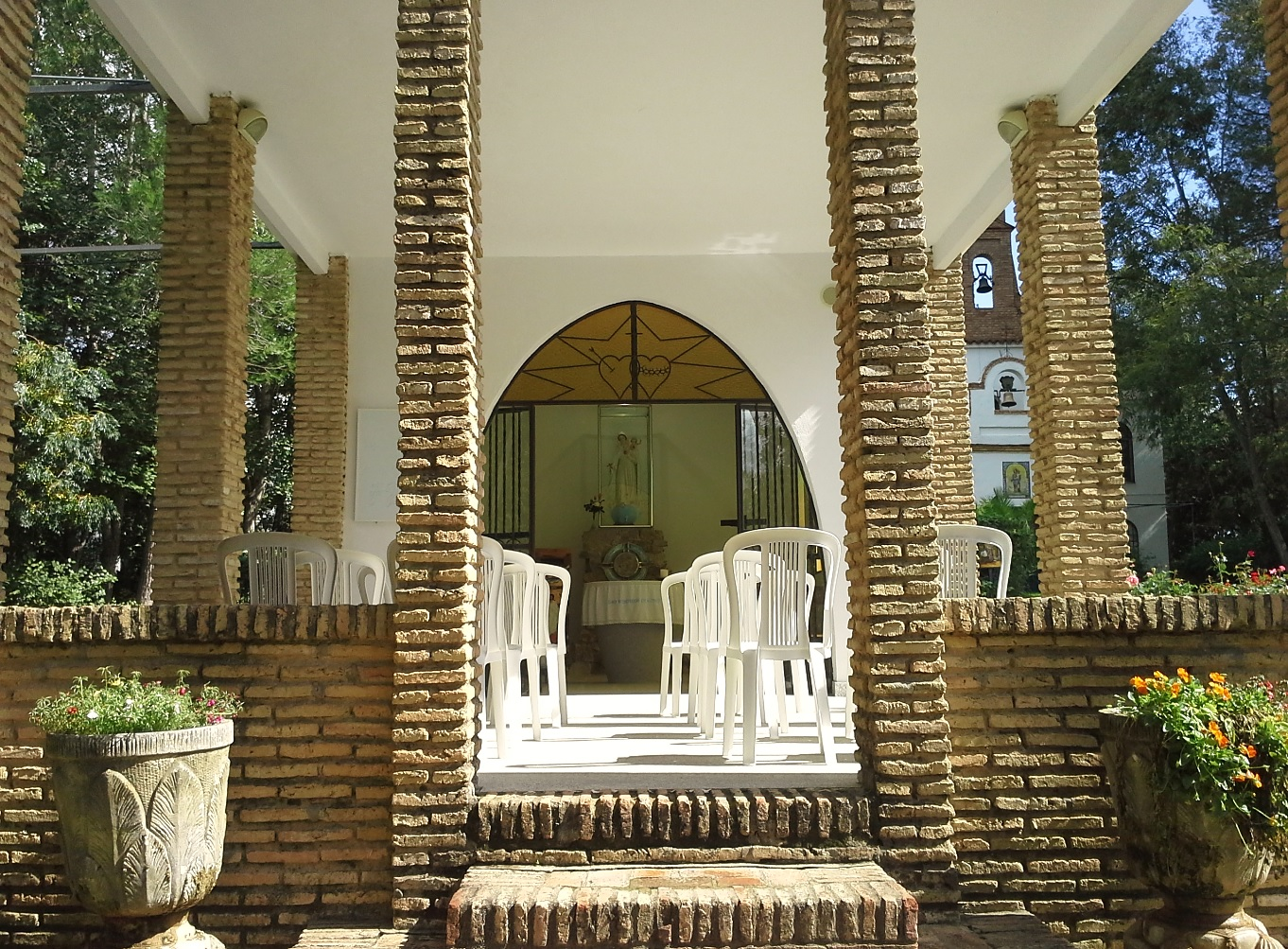
Entrée de la chapelle Notre-Dame-des-Grâces dans le sanctuaire d’Onuva.
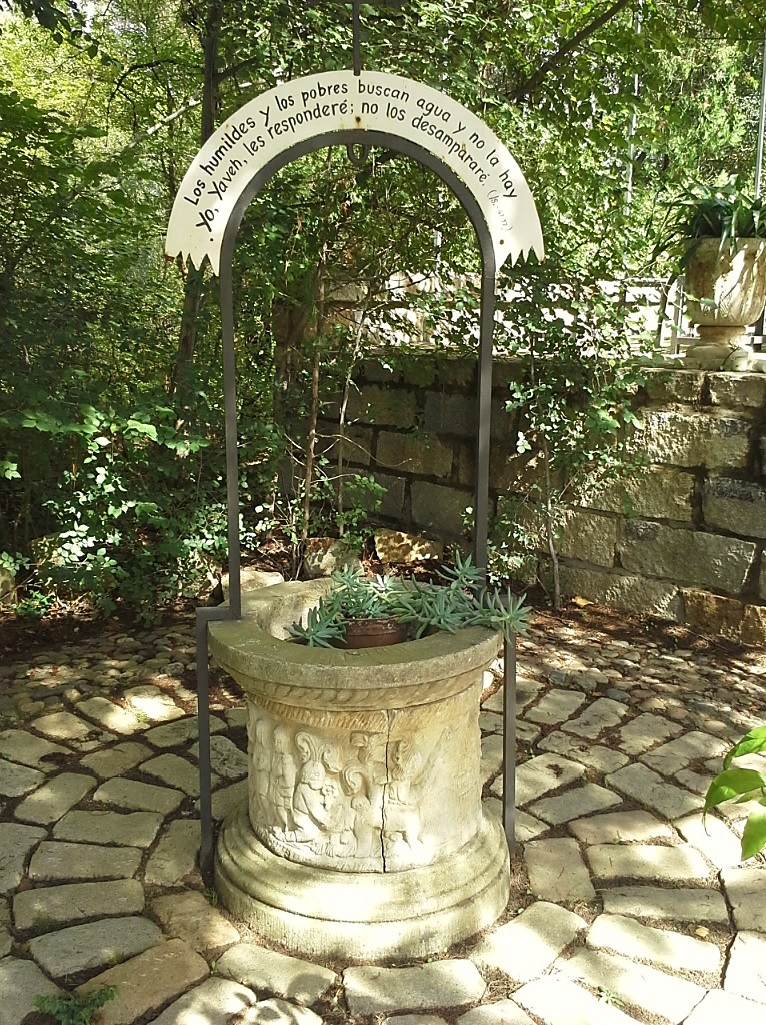
Le puits d'eau béni par Notre-Dame des Grâces à Onuva.
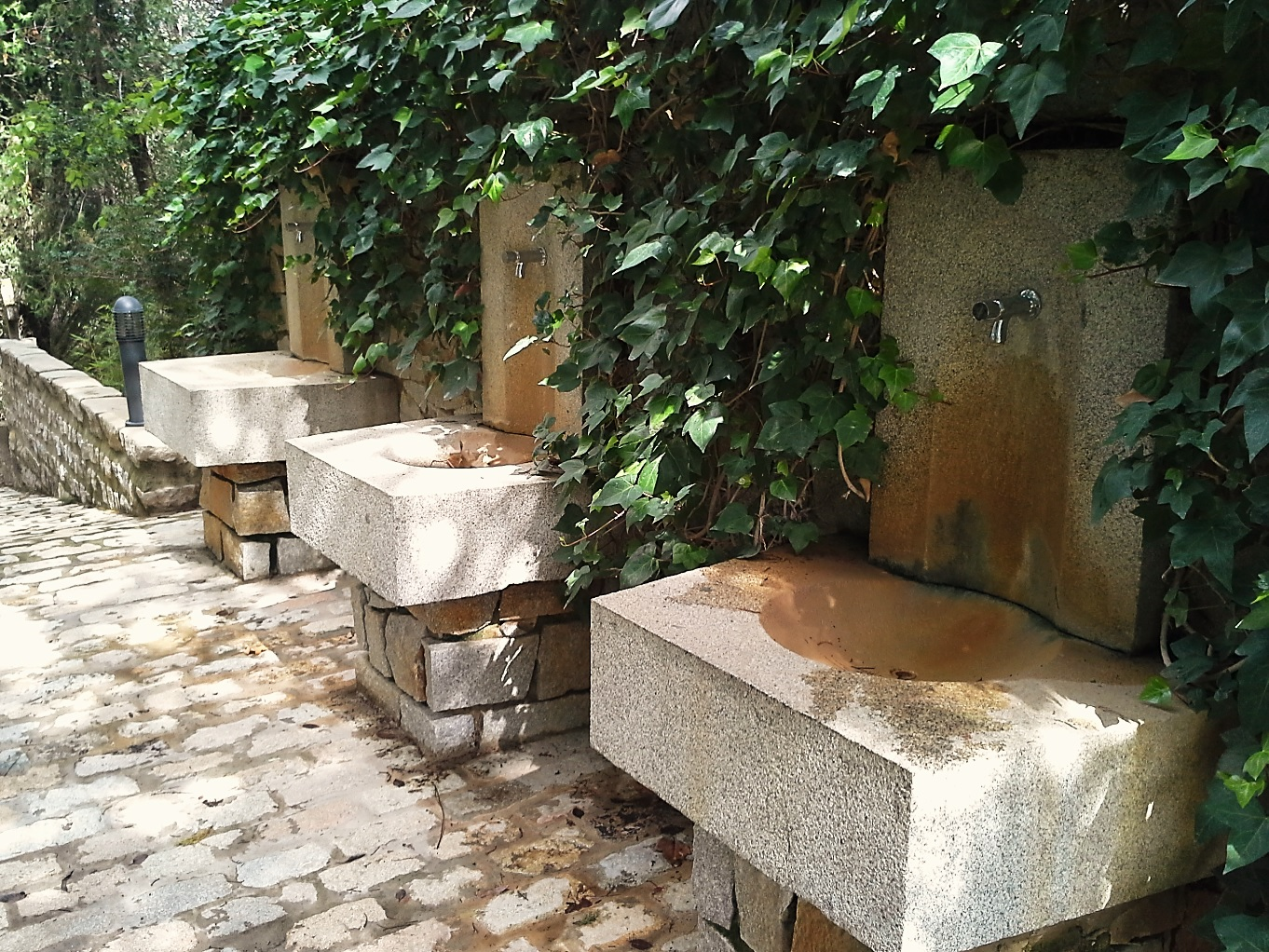
Les sources d'eau du puits béni par Notre-Dame des Grâces à Onuva.
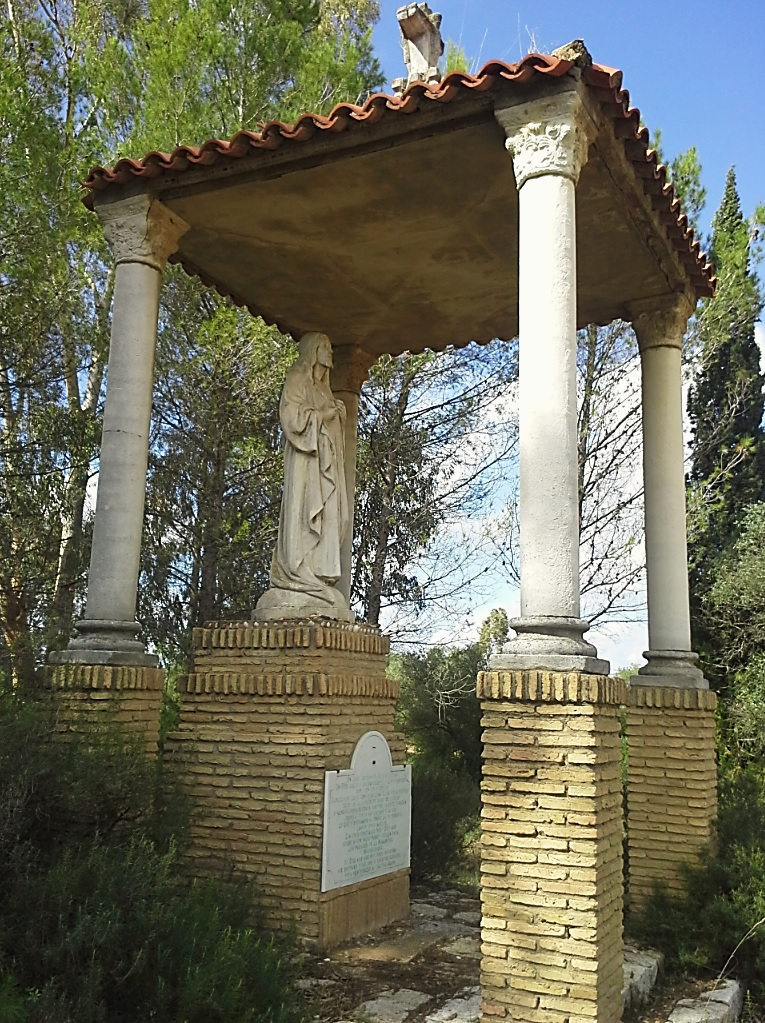
Le monument du Sacré-Cœur de Jésus situé sur la butte Pitiforo.